# Praia del Mouro
La Praia del Mouro ("platja del moro" en gallec) està situada en el concejo asturià de Navia també la criden platja de «Peñafurada» i és una prolongació de la Platja de Navia de la qual se separa tan sols durant la pleamar, per la qual cosa es pot accedir a ella des de la de Navia en la baixamar. Forma part de la Costa Occidental d'Astúries i malgrat no estar emmarcada a la zona coneguda com a Paisatge Protegit de la Costa Occidental d'Astúries, presenta catalogació com ZEPA i LIC.

## Descripció
Té forma rectilínia, una longitud d'uns cent metres i una amplada mitjana d'uns 25 metres. Està situada en un entorn urbà i la seva perillositat és mitjana i malgrat això té molt poca assistència de visitants i banyistes, encara que és cert que no posseeix cap mena de servei. El seu llit està compost d'una sorra fosca i gruixuda amb continguts sílice i pissarra. La platja està envoltada per penya-segat i per accedir-hi cal seguir el camí que baixa des del mirador, situat entre aquesta platja i la de Navia pel que és el camí més utilitzat per accedir a aquesta platja.
Té molts menys visitants que la de Navia com ja es va indicar però resulta de gran interès començar en aquest lloc la «senda costanera» cap a l'est. Té aparcament així com zona de jocs recreatius i una font d'aigua dolça. L'activitat òptima és el surf per al que té «Categoria 2». També cal advertir que és una platja naturista. Altres activitats recomanades són la pesca submarina i la recreativa.